# Estación de Huesca
Huesca es una estación de ferrocarril de carácter terminal situada en el municipio español de Huesca. Fue inaugurada en el año 2001, sustituyendo a la antigua estación, la primera edificada en la ciudad con motivo de la apertura de la línea Zaragoza-Huesca en 1864. La estación antigua, que carecía de interés arquitectónico y artístico, fue derribada poco después de la construcción de la nueva. 
Es un recinto intermodal que alberga también la estación de autobuses de la ciudad cuyas dársenas están situados en los laterales del mismo. En 2010 sus servicios de Larga y Media Distancia fueron usados por cerca de 130 000 viajeros. Ello supone una media de 356 usuarios diarios. 
La estación actual es de planta cuadrada, con el vestíbulo a nivel de calle. Sobre él se levantan dos torres de cuatro alturas que corresponden a un hotel y a salones para banquetes.

## Situación ferroviaria
La estación se encuentra en el punto kilométrico 88,536 de la línea Zaragoza a Francia por Canfranc a 458 metros de altitud.

## La estación
Hasta el año 2006 era la única estación de España en la que los trenes que estaban de paso hacia el Pirineo penetraban en la estación, paraban y luego tenían que retroceder unos quinientos metros para tomar el desvío hacia Canfranc. En 2007 Adif culminó las obras de la variante ferroviaria de Huesca. Desde entonces, los trenes de mercancías procedentes de Zaragoza y con destino hacia Jaca y Canfranc, no entran en la estación, dejándola a varios kilómetros a su derecha según avanzan hacia Canfranc. Si tuvieran que parar en Huesca, tampoco lo harían, al haberse construido una estación de mercancías a lo largo del by-pass. 
El horario de la estación es de 6.00 h a 22.45 h.
La estación cuenta con dos andenes además de la cabecera propia de las estaciones terminales y seis vías:
- Dos destinadas a la Alta Velocidad en ancho UIC electrificadas a 25kV.
- Cuatro destinadas al tráfico regional en ancho ibérico sin electrificar.

## Servicios ferroviarios

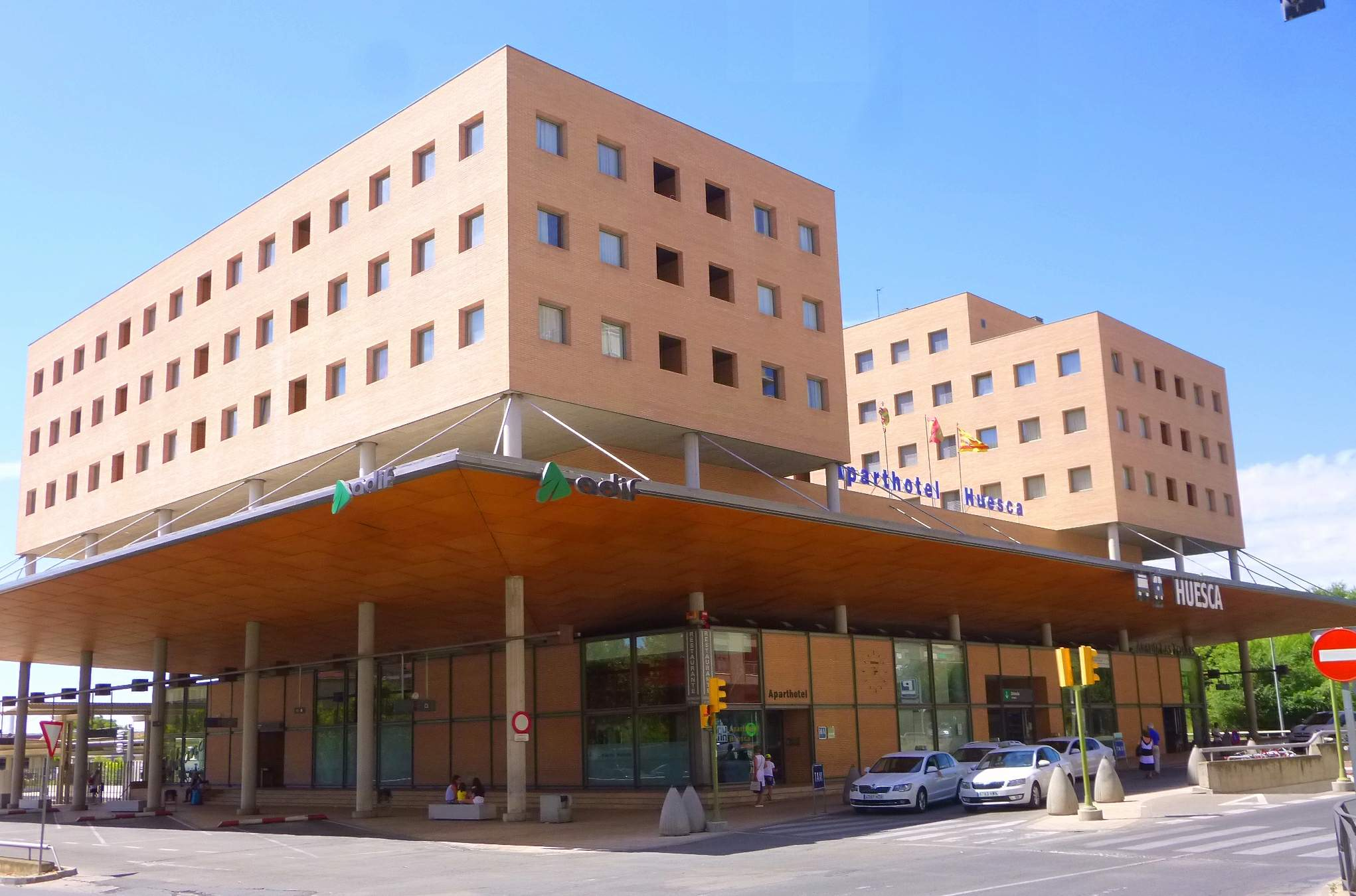
Aspecto del exterior de la Estación

La estación de Huesca atiende servicios de Larga Distancia y Media Distancia. Las líneas que parten o pasan por Huesca son las siguientes:

### Larga Distancia
Renfe ofrece un servicio diario de AVE entre Madrid y Huesca.
Desde el 8 de abril de 2024, la estación cuenta con un AVE diario hacia Sevilla.

### Media Distancia
Los servicios de Media Distancia que ofrece Renfe tienen como principales destinos Zaragoza, Canfranc y Jaca. Existe, además, un Regional que enlaza en Zaragoza-Delicias con un MD de la serie 599 de Renfe y que permite alcanzar ciudades como Teruel, Valencia, Cartagena o Murcia. El Avant Zaragoza-Delicias <> Huesca dejó de prestar servicio el 14 de octubre de 2009. Se realizaba con la Serie 104. 